# Oil Barrel Point
Der Oil Barrel Point (englisch für Ölfassspitze) ist eine nur wenig konturierte Landspitze der Insel Heard im südlichen Indischen Ozean. Sie liegt vor dem nördlichen Ende der Dovers-Moräne am Ufer der Spit Bay. 
Der Benennungshintergrund ist nicht überliefert.